# جوستين ستيفنز
جوستين ستيفنز (12 أغسطس 1979 في المملكة المتحدة - ) (بالإنجليزية: Justin Stephens)‏ هو لاعب كريكت بريطاني. لعب مع Cornwall County Cricket Club ‏.